# Liga dos Campeões da CONCACAF de 2021
A Liga dos Campeões da CONCACAF de 2021 foi a 13ª edição da Liga dos Campeões da CONCACAF em seu formato atual e a 56ª edição incluindo os torneios anteriores. O campeão se classificou para a Copa do Mundo de Clubes da FIFA de 2021.
Devido à pandemia de COVID-19, o torneio, que geralmente começa em meados de fevereiro de cada ano, começou em abril e terminou com a final em outubro, que foi disputada em partida única, que será sediado pelo finalista que teve o melhor desempenho nas rodadas anteriores.

## Qualificação
Um total de 16 equipes participam desta edição do torneio:
- Dez que se classificam diretamente a competição:
  - União Norte-Americana de Futebol: 9 equipes (de três associações)
  - União Caribenha de Futebol: 1 equipe (de uma associação)
- Seis equipes se classificam pela Liga da CONCACAF (entre duas e seis associações)

## Equipes classificadas
| México 4 vagas                                        | Monterrey          | Campeão – Torneio Apertura de 2019                                         | 6ª  | 2019    |
| México 4 vagas                                        | Cruz Azul          | Primeiro lugar no momento da suspensão – Torneio Clausura de 2020          | 7ª  | 2020    |
| México 4 vagas                                        | América            | Vice-campeão – Torneio Apertura de 2019                                    | 6ª  | 2020    |
| México 4 vagas                                        | León               | Segundo lugar no momento da suspensão – Torneio Clausura de 2020           | 3ª  | 2020    |
| Estados Unidos 4 vagas                                | Columbus Crew SC   | Campeão – MLS Cup de 2020                                                  | 3ª  | 2010–11 |
| Estados Unidos 4 vagas                                | Philadelphia Union | Campeão – MLS Supporters' Shield de 2020                                   | 1ª  |         |
| Estados Unidos 4 vagas                                | Portland Timbers   | Campeão – MLS is Back Tournament                                           | 3ª  | 2016–17 |
| Estados Unidos 4 vagas                                | Atlanta United     | Campeão – Lamar Hunt U.S. Open Cup de 2019                                 | 3ª  | 2020    |
| Canadá 1 vaga                                         | Toronto FC         | Finalista – Campeonato Canadense de Futebol de 2020                        | 4ª  | 2014–15 |
| República Dominicana 1 vaga pela CFU                  | Atlético Pantoja   | Melhor colocado – fase de grupos do Campeonato de Clubes do Caribe de 2020 | 2ª  | 2019    |
| Equipes classificadas da Liga da CONCACAF (6 equipes) |                    |                                                                            |     |         |
| Costa Rica                                            | Alajuelense        | Campeão – Liga da CONCACAF de 2020 (1º na classificação geral)             | 6ª  | 2014–15 |
| Costa Rica                                            | Saprissa           | Vice-campeão – Liga da CONCACAF de 2020 (2º na classificação geral)        | 10ª | 2020    |
| Honduras                                              | Olimpia            | 3º na classificação geral da Liga da CONCACAF de 2020                      | 12ª | 2020    |
| Honduras                                              | Marathón           | 6º na – classificação geral da Liga da CONCACAF de 2020                    | 6ª  | 2019    |
| Haiti                                                 | Arcahaie           | 4º na classificação geral da Liga da CONCACAF de 2020                      | 1ª  |         |
| Nicarágua                                             | Real Estelí        | 5º na classificação geral da Liga da CONCACAF de 2020                      | 7ª  | 2016–17 |

## Sorteio
O sorteio da Liga dos Campeões da CONCACAF de 2021 foi realizado em 10 de fevereiro de 2021, na sede da CONCACAF em Miami, Estados Unidos. A divisão das equipes nos potes foi baseada no ranking de clubes da CONCACAF.
| Pote 1 | Pote 2                                                                                           |
| --- | ------------------------------------------------------------------------------------------------ |
| - Cruz Azul - Monterrey - América - Portland Timbers - Toronto FC - Philadelphia Union - Columbus Crew SC - Atlanta United | - León - Saprissa - Marathón - Alajuelense - Olimpia - Atlético Pantoja - Real Estelí - Arcahaie |

## Calendário
O calendário para a competição é o seguinte:
| Fase             | Partidas de ida | Partidas de volta                                 |
| ---------------- | --------------- | ------------------------------------------------- |
| Oitavas de final | 6–8 de abril    | 13–15 de abril                                    |
| Quartas de final | 27–29 de abril  | 4–6 de maio                                       |
| Semifinais       | 10–12 de agosto | 15–16 de setembro (originalmente 24–26 de agosto) |
| Final            | 28 de outubro   | 28 de outubro                                     |

Todas os horários das partidas seguem o fuso horário UTC−4.

## Chaveamento
|  | Oitavas de final   | Oitavas de final | Oitavas de final | Oitavas de final |   |                    | Quartas de final        | Quartas de final        | Quartas de final        | Quartas de final        |  |                    | Semifinais                    | Semifinais                    | Semifinais                    | Semifinais                    |           |   | Final         | Final         |
|  | 6 a 15 de abril    | 6 a 15 de abril  | 6 a 15 de abril  | 6 a 15 de abril  |   |                    | 27 de abril a 5 de maio | 27 de abril a 5 de maio | 27 de abril a 5 de maio | 27 de abril a 5 de maio |  |                    | 11 de agosto a 16 de setembro | 11 de agosto a 16 de setembro | 11 de agosto a 16 de setembro | 11 de agosto a 16 de setembro |           |   | 28 de outubro | 28 de outubro |
|  |                    |                  |                  |                  |   |                    |                         |                         |                         |                         |  |                    |                               |                               |                               |                               |           |   |               |               |
|  | Cruz Azul          | 0                | 8                | 8                |   |                    |                         |                         |                         |                         |  |                    |                               |                               |                               |                               |           |   |               |               |
|  | Arcahaie           | 0                | 0                | 0                |   |                    |                         |                         |                         |                         |  |                    |                               |                               |                               |                               |           |   |               |               |
|  | Arcahaie           | 0                | 0                | 0                |   | Cruz Azul          | 3                       | 1                       | 4                       |                         |  |                    |                               |                               |                               |                               |           |   |               |               |
|  |                    |                  |                  |                  |   | Cruz Azul          | 3                       | 1                       | 4                       |                         |  |                    |                               |                               |                               |                               |           |   |               |               |
|  |                    | Toronto FC       | 1                | 0                | 1 |                    |                         |                         |                         |                         |  |                    |                               |                               |                               |                               |           |   |               |               |
|  | Toronto FC         | Toronto FC       | 1                | 0                | 1 | 1                  | 2                       | 3                       |                         |                         |  |                    |                               |                               |                               |                               |           |   |               |               |
|  | Toronto FC         |                  |                  |                  |   | 1                  | 2                       | 3                       |                         |                         |  |                    |                               |                               |                               |                               |           |   |               |               |
|  | León               | 1                | 1                | 2                |   |                    |                         |                         |                         |                         |  |                    |                               |                               |                               |                               |           |   |               |               |
|  | León               | 1                | 1                | 2                |   |                    |                         |                         |                         |                         |  | Cruz Azul          | 0                             | 1                             | 1                             |                               |           |   |               |               |
|  |                    |                  |                  |                  |   |                    |                         |                         |                         |                         |  | Cruz Azul          | 0                             | 1                             | 1                             |                               |           |   |               |               |
|  |                    | Monterrey        | 1                | 4                | 5 |                    |                         |                         |                         |                         |  |                    |                               |                               |                               |                               |           |   |               |               |
|  | Monterrey          | Monterrey        | 1                | 4                | 5 | 3                  | 3                       | 6                       |                         |                         |  |                    |                               |                               |                               |                               |           |   |               |               |
|  | Monterrey          |                  |                  |                  |   | 3                  | 3                       | 6                       |                         |                         |  |                    |                               |                               |                               |                               |           |   |               |               |
|  | Atlético Pantoja   | 0                | 1                | 1                |   |                    |                         |                         |                         |                         |  |                    |                               |                               |                               |                               |           |   |               |               |
|  | Atlético Pantoja   | 0                | 1                | 1                |   | Monterrey          | 2                       | 3                       | 5                       |                         |  |                    |                               |                               |                               |                               |           |   |               |               |
|  |                    |                  |                  |                  |   | Monterrey          | 2                       | 3                       | 5                       |                         |  |                    |                               |                               |                               |                               |           |   |               |               |
|  |                    | Columbus Crew SC | 2                | 0                | 2 |                    |                         |                         |                         |                         |  |                    |                               |                               |                               |                               |           |   |               |               |
|  | Columbus Crew SC   | Columbus Crew SC | 2                | 0                | 2 | 4                  | 1                       | 5                       |                         |                         |  |                    |                               |                               |                               |                               |           |   |               |               |
|  | Columbus Crew SC   |                  |                  |                  |   | 4                  | 1                       | 5                       |                         |                         |  |                    |                               |                               |                               |                               |           |   |               |               |
|  | Real Estelí        | 0                | 0                | 0                |   |                    |                         |                         |                         |                         |  |                    |                               |                               |                               |                               |           |   |               |               |
|  | Real Estelí        | 0                | 0                | 0                |   |                    |                         |                         |                         |                         |  |                    |                               |                               |                               |                               | Monterrey | 1 |               |               |
|  |                    |                  |                  |                  |   |                    |                         |                         |                         |                         |  |                    |                               |                               |                               |                               |           | 1 |               |               |
|  |                    | América          | 0                |                  |   |                    |                         |                         |                         |                         |  |                    |                               |                               |                               |                               |           |   |               |               |
|  | Philadelphia Union | América          | 0                | 1                | 4 | 5                  |                         |                         |                         |                         |  |                    |                               |                               |                               |                               |           |   |               |               |
|  | Philadelphia Union |                  |                  | 1                | 4 | 5                  |                         |                         |                         |                         |  |                    |                               |                               |                               |                               |           |   |               |               |
|  | Saprissa           | 0                | 0                | 0                |   |                    |                         |                         |                         |                         |  |                    |                               |                               |                               |                               |           |   |               |               |
|  | Saprissa           | 0                | 0                | 0                |   | Philadelphia Union | 3                       | 1                       | 4                       |                         |  |                    |                               |                               |                               |                               |           |   |               |               |
|  |                    |                  |                  |                  |   | Philadelphia Union | 3                       | 1                       | 4                       |                         |  |                    |                               |                               |                               |                               |           |   |               |               |
|  |                    | Atlanta United   | 0                | 1                | 1 |                    |                         |                         |                         |                         |  |                    |                               |                               |                               |                               |           |   |               |               |
|  | Atlanta United     | Atlanta United   | 0                | 1                | 1 | 1                  | 1                       | 2                       |                         |                         |  |                    |                               |                               |                               |                               |           |   |               |               |
|  | Atlanta United     |                  |                  |                  |   | 1                  | 1                       | 2                       |                         |                         |  |                    |                               |                               |                               |                               |           |   |               |               |
|  | Alajuelense        | 0                | 0                | 0                |   |                    |                         |                         |                         |                         |  |                    |                               |                               |                               |                               |           |   |               |               |
|  | Alajuelense        | 0                | 0                | 0                |   |                    |                         |                         |                         |                         |  | Philadelphia Union | 0                             | 0                             | 0                             |                               |           |   |               |               |
|  |                    |                  |                  |                  |   |                    |                         |                         |                         |                         |  | Philadelphia Union | 0                             | 0                             | 0                             |                               |           |   |               |               |
|  |                    | América          | 2                | 2                | 4 |                    |                         |                         |                         |                         |  |                    |                               |                               |                               |                               |           |   |               |               |
|  | América (gf)       | América          | 2                | 2                | 4 | 2                  | 0                       | 2                       |                         |                         |  |                    |                               |                               |                               |                               |           |   |               |               |
|  | América (gf)       |                  |                  |                  |   | 2                  | 0                       | 2                       |                         |                         |  |                    |                               |                               |                               |                               |           |   |               |               |
|  | Olimpia            | 1                | 1                | 2                |   |                    |                         |                         |                         |                         |  |                    |                               |                               |                               |                               |           |   |               |               |
|  | Olimpia            | 1                | 1                | 2                |   | América            | 1                       | 3                       | 4                       |                         |  |                    |                               |                               |                               |                               |           |   |               |               |
|  |                    |                  |                  |                  |   | América            | 1                       | 3                       | 4                       |                         |  |                    |                               |                               |                               |                               |           |   |               |               |
|  |                    | Portland Timbers | 1                | 1                | 2 |                    |                         |                         |                         |                         |  |                    |                               |                               |                               |                               |           |   |               |               |
|  | Portland Timbers   | Portland Timbers | 1                | 1                | 2 | 2                  | 5                       | 7                       |                         |                         |  |                    |                               |                               |                               |                               |           |   |               |               |
|  | Portland Timbers   |                  |                  |                  |   | 2                  | 5                       | 7                       |                         |                         |  |                    |                               |                               |                               |                               |           |   |               |               |
|  | Marathón           | 2                | 0                | 2                |   |                    |                         |                         |                         |                         |  |                    |                               |                               |                               |                               |           |   |               |               |

## Oitavas de final
| Equipe 1         | Total    | Equipe 2           | 1.º jogo | 2.º jogo |
| ---------------- | -------- | ------------------ | -------- | -------- |
| Arcahaie         | 0–8      | Cruz Azul          | 0–0      | 0–8      |
| León             | 2–3      | Toronto FC         | 1–1      | 1–2      |
| Atlético Pantoja | 1–6      | Monterrey          | 0–3      | 1–3      |
| Real Estelí      | 0–5      | Columbus Crew SC   | 0–4      | 0–1      |
| Saprissa         | 0–5      | Philadelphia Union | 0–1      | 0–4      |
| Alajuelense      | 0–2      | Atlanta United     | 0–1      | 0–1      |
| Olimpia          | 2–2 (gf) | América            | 1–2      | 1–0      |
| Marathón         | 2–7      | Portland Timbers   | 2–2      | 0–5      |

### Partidas de ida
| 6 de abril | Marathón                   | 2 – 2     | Portland Timbers             | Estádio Olímpico Metropolitano, San Pedro Sula |
| 18:00      | Castillo 39' · Ramírez 68' | Relatório | Mora 35' · Torres 59' (g.c.) | Árbitro: MEX César Arturo Ramos                |

| 6 de abril | Alajuelense | 0 – 1     | Atlanta United  | Estádio Alejandro Morera Soto, Alajuela |
| 20:00      |             | Relatório | Barco 50' (pen) | Árbitro: HON Said Martínez              |

| 6 de abril | Arcahaie | 0 – 0     | Cruz Azul | Estadio Olímpico Félix Sánchez, Santo Domingo (República Dominicana) |
| 22:00      |          | Relatório |           | Árbitro: SKN Kimbell Ward                                            |

| 7 de abril | Saprissa | 0 – 1     | Philadelphia Union | Estádio Ricardo Saprissa Aymá, San José |
| 18:00      |          | Relatório | Przybyłko 34'      | Árbitro: SLV Ismael Cornejo             |

| 7 de abril | León        | 1 – 1     | Toronto FC          | Estádio León, León           |
| 20:00      | Navarro 25' | Relatório | Mosquera 51' (g.c.) | Árbitro: CRC Ricardo Montero |

| 7 de abril | Olimpia      | 1 – 2     | América              | Estádio Tiburcio Carías Andino, Tegucigalpa |
| 22:00      | Arboleda 89' | Relatório | Viñas 41' · Díaz 44' | Árbitro: USA Ismail Elfath                  |

| 8 de abril | Real Estelí | 0 – 4     | Columbus Crew SC                                        | Estádio Nacional, Manágua |
| 20:00      |             | Relatório | Zardes 19', 33' · Mensah 26' · Pedro Santos 45+1' (pen) | Árbitro: HON Selvin Brown |

| 8 de abril | Atlético Pantoja | 0 – 3     | Monterrey                                    | Estadio Olímpico Félix Sánchez, Santo Domingo |
| 22:00      |                  | Relatório | Janssen 32' · A. González 42' · Alvarado 70' | Árbitro: JAM Oshane Nation                    |

### Partidas de volta
| 13 de abril | Atlanta United | 1 – 0     | Alajuelense | Fifth Third Bank Stadium, Kennesaw |
| 18:00       | Damm 90+1'     | Relatório |             | Árbitro: MEX Adonai Escobedo       |

Atlanta United venceu por 2–0 no placar agregado.
| 13 de abril | Portland Timbers                                | 5 – 0     | Marathón | Providence Park, Portland |
| 20:00       | Y. Chará 19', 36', 79' · Valeri 66' · Loría 89' | Relatório |          | Árbitro: SLV Iván Barton  |

Portland Timbers venceu por 7–2 no placar agregado.
| 13 de abril | Cruz Azul                                                                                          | 8 – 0     | Arcahaie | Estádio Azteca, Cidade do México |
| 22:30       | Gutiérrez 3' · Yotún 11' · Hernández 25' · Montoya 49', 64' · Reyes 61' · Angulo 69' · Escobar 76' | Relatório |          | Árbitro: PUR José Raúl Torres    |

Cruz Azul venceu por 8–0 no placar agregado.
| 14 de abril | Toronto FC               | 2 – 1     | León        | ESPN Wide World of Sports Complex, Bay Lake (Estados Unidos) |
| 18:00       | Mullins 55' · Morrow 72' | Relatório | Navarro 80' | Árbitro: PAN John Pitti                                      |

Toronto FC venceu por 3–2 no placar agregado.
| 14 de abril | Philadelphia Union                                  | 4 – 0     | Saprissa | Subaru Park, Chester           |
| 20:00       | Jamiro 47' (pen), 90' · Przybyłko 51' · Fontana 55' | Relatório |          | Árbitro: MEX Fernando Guerrero |

Philadelphia Union venceu por 5–0 no placar agregado.
| 14 de abril | América | 0 – 1     | Olimpia      | Estádio Azteca, Cidade do México |
| 20:00       |         | Relatório | Bengtson 50' | Árbitro: CRC Henry Bejarano      |

2–2 no placar agregado. América venceu pela regra do gol fora de casa.
| 15 de abril | Columbus Crew SC    | 1 – 0     | Real Estelí | Historic Crew Stadium, Columbus |
| 20:00       | Wright-Phillips 86' | Relatório |             | Árbitro: CRC Keylor Herrera     |

Columbus Crew SC venceu por 5–0 no placar agregado.
| 15 de abril | Monterrey                                  | 3 – 1     | Atlético Pantoja | Estádio BBVA Bancomer, Monterrei |
| 22:00       | L. Sánchez 9' · Janssen 14' · Gallardo 79' | Relatório | Cabrera 61'      | Árbitro: CAN Drew Fischer        |

Monterrey venceu por 6–1 no placar agregado.

## Quartas de final
As partidas de ida serão disputadas entre 27 e 28 de abril e as partidas de volta em 4 e 5 de maio de 2021.
| Equipe 1         | Total | Equipe 2           | 1.º jogo | 2.º jogo |
| ---------------- | ----- | ------------------ | -------- | -------- |
| Toronto FC       | 1−4   | Cruz Azul          | 1–3      | 0–1      |
| Columbus Crew SC | 2–5   | Monterrey          | 2–2      | 0–3      |
| Atlanta United   | 1−4   | Philadelphia Union | 0–3      | 1−1      |
| Portland Timbers | 2–4   | América            | 1–1      | 1–3      |

### Partidas de ida
| 27 de abril | Atlanta United | 0 – 3     | Philadelphia Union               | Mercedes-Benz Stadium, Atlanta |
| 20:00       |                | Relatório | Przybyłko 57', 73' · Fontana 86' | Árbitro: USA Jair Marrufo      |

| 27 de abril | Toronto FC | 1 – 3     | Cruz Azul                    | Raymond James Stadium, Tampa (Estados Unidos) |
| 22:00       | Osorio 20' | Relatório | Angulo 3', 34' · Aguilar 58' | Árbitro: CRC Ricardo Montero                  |

| 28 de abril | Columbus Crew SC               | 2 – 2     | Monterrey                | Historic Crew Stadium, Columbus    |
| 20:30       | Valenzuela 66' · Zelarayán 87' | Relatório | Loba 9' · Alvarado 90+3' | Árbitro: CRC Juan Gabriel Calderón |

| 28 de abril | Portland Timbers | 1 – 1     | América        | Providence Park, Portland  |
| 22:30       | Mora 90+7'       | Relatório | Martínez 45+1' | Árbitro: GUA Mario Escobar |

### Partidas de volta
| 4 de maio | Philadelphia Union | 1 – 1     | Atlanta United | Subaru Park, Chester            |
| 20:00     | Przybyłko 88'      | Relatório | Sosa 45+2'     | Árbitro: USA Armando Villarreal |

Philadelphia Union venceu por 4–1 no placar agregado.
| 4 de maio | Cruz Azul   | 1 – 0     | Toronto FC | Estádio Azteca, Cidade do México |
| 22:15     | Tenorio 28' | Relatório |            | Árbitro: HON Saíd Martínez       |

Cruz Azul venceu por 4–1 no placar agregado.
| 5 de maio | Monterrey                | 3 – 0     | Columbus Crew SC | Estádio BBVA Bancomer, Monterrei |
| 20:00     | Meza 3', 26' · Layún 71' | Relatório |                  | Árbitro: JAM Daneon Parchment    |

Monterrey venceu por 5–2 no placar agregado.
| 5 de maio | América                           | 3 – 1     | Portland Timbers | Estádio Azteca, Cidade do México |
| 22:15     | Viñas 21', 59' (pen) · Suárez 70' | Relatório | Valeri 64' (pen) | Árbitro: SLV Iván Barton         |

América venceu por 4–2 no placar agregado.

## Semifinais
Os semifinalistas com melhor campanha nas fase anteriores irão realizar o jogo de volta em casa. As partidas de ida serão disputadas em 12 de agosto, e as partidas de volta em 15 e 16 de setembro.
| Equipe 1  | Total | Equipe 2           | 1.º jogo | 2.º jogo |
| --------- | ----- | ------------------ | -------- | -------- |
| Monterrey | 5–1   | Cruz Azul          | 1–0      | 4–1      |
| América   | 4–0   | Philadelphia Union | 2–0      | 2–0      |

### Partidas de ida
| 11 de agosto | Monterrey | 1 – 0     | Cruz Azul | Estádio BBVA Bancomer, Monterrei |
| 20:00        | Meza 9'   | Relatório |           | Árbitro: MEX Luis Santander      |

| 12 de agosto | América                          | 2 – 0     | Philadelphia Union | Estádio Azteca, Cidade do México |
| 22:00        | Sánchez 17' · Aguilera 80' (pen) | Relatório |                    | Árbitro: HON Walter López        |

### Partidas de volta
| 15 de setembro | Philadelphia Union | 0 – 2     | América                      | Subaru Park, Chester       |
| 21:00          |                    | Relatório | Benedetti 79' · Martín 90+3' | Árbitro: HON Said Martínez |

América venceu por 4–0 no placar agregado.
| 16 de setembro | Cruz Azul  | 1 – 4     | Monterrey                                   | Estádio Azteca, Cidade do México |
| 22:00          | Pineda 10' | Relatório | Meza 7' · Vergara 17' · Funes Mori 24', 52' | Árbitro: MEX César Arturo Ramos  |

Monterrey venceu por 5–1 no placar agregado.

## Final
O finalista com melhor campanha nas fase anteriores irá realizar o jogo único em casa.
| 28 de outubro | Monterrey     | 1 – 0     | América | Estádio BBVA Bancomer, Monterrei                |
| 22:00         | Funes Mori 9' | Relatório |         | Público: 40 170 Árbitro: MEX Fernando Hernández |

## Premiação
| Liga dos Campeões da CONCACAF de 2021 |
| México                                |
| ------------------------------------- |
| Monterrey Campeão (5.º título)        |